# Mhairi Spence
Mhairi Spence (ur. 31 sierpnia 1985 w Inverness) – brytyjska pięcioboistka nowoczesna, trzykrotna mistrzyni świata, dwukrotna mistrzyni Europy.
Uczestniczka igrzysk olimpijskich w Londynie w 2012 r., gdzie zajęła 21. miejsce.
Jest złotą medalistką mistrzostw świata w 2012 roku w Rzymie w konkurencji indywidualnej i drużynowej. Ponadto jeszcze sześciokrotnie zdobywała medale mistrzostw świata, w tym złoty w 2007 roku w konkurencji sztafet. Dwukrotna mistrzyni Europy drużynowo (2006, 2009) i brązowa medalistka mistrzostw Europy indywidualnie w 2006 r.